# Prospekt Prosveščenija
Prospekt Prosveščenija (in russo:Проспект Просвещения) è una stazione della Linea Moskovsko-Petrogradskaja, la Linea 2 della metropolitana di San Pietroburgo. È stata inaugurata il 19 agosto 1988.